# ラルフ鈴木
ラルフ鈴木（ラルフすずき、1974年〈昭和49年〉4月25日 - ）は、日本テレビのエグゼクティブアナウンサー。本名・旧名義：鈴木 崇司（すずき たかし）。

## 略歴
東京都杉並区出身。父親は日本人で母親はオーストリア人。
以前は報道番組を中心に本名の鈴木 崇司（すずき たかし）名義でも活動していたが、自身のクリスチャンネームであるラルフをとって2017年にマイクネームを以前から情報番組・バラエティ番組で時折使用していたラルフ鈴木に統一した。なおラルフにした理由は『メレンゲの気持ち』にレギュラー出演していた頃に久本雅美からラルフと呼ばれ始めたのがきっかけで、それが定着したためである。
慶應義塾大学法学部政治学科アメリカ政治専攻卒業。5級小型船舶操縦士・日本職業スキー教師協会（SIA）教師・英語検定準1級・ドイツ語検定2級所持。1998年、アナウンサーとして日テレに入社。同期には町田浩徳、延友陽子、柴田倫世がいる。
私生活では2008年に外資系航空会社の客室乗務員と結婚、双子の子供がいる。

## 人物
クリスチャンネームが「ラルフ」であり、ハーフらしい風貌から、「鈴木崇司」より「ラルフ」の方がぴったりということで「ラルフと呼ばれるようになった」とのこと。本人は「日本テレビの顔面熱帯雨林」と呼んでいる。
サッカー好き。週2回はフルコートでサッカーをしている。川崎フロンターレによる東日本大震災のチャリティー企画「Mind-1ニッポンプロジェクト」のチャリティーマッチ（4月24日開催）で「Mind-1ニッポン芸能人ドリームチーム」のメンバーとして参加した。
電動カミソリに関心があり、本人のプロフィールの「最近、関心があること」の欄には「電動カミソリの更なる進化」と書いている。本人の話では「髭を十分剃ったかと思えば反対側がそれていないほど髭剃りに格闘している」とコメントしている。

## 出演番組
太字は出演中

### テレビ番組
- スポーツ中継（サッカー、アメリカンフットボール、インディカー、K-1）
- しゃべくり007（ナレーション）
- 全国高等学校クイズ選手権（総合司会・3代目／2001年 - 2010年）
- 最強の頭脳 日本一決定戦! 頭脳王（第5回から）
- MOBI
- TVおじゃマンボウ
- とんねるずの生でダラダラいかせて!!
- 特命リサーチ200X-II
- 鶴の間
- ザ!情報ツウ
- NNNきょうの出来事 - （サブキャスター、寺島淳司の代理）
- スポーツうるぐす（2000年4月1日 - 2006年9月30日）
- オーストラリア大陸縦断!激闘3000キロ ウルトラストロングゲーム（2005年3月30日）
- NEWS ZERO - スポーツキャスター
  - 月 - 金曜担当（2006年10月2日 - 2017年3月31日）
  - 月 - 木曜担当（2017年4月3日 - 2018年9月27日）
- 最強魂
- NNN24モーニングライブ
- 脳天イライラクイズ
- アナ☆パラ
- 地球の最先端をスクープ!SCOOPER
- ZERO CULTUREスピンオフ 映画『バケモノの子』公開記念SP 役所広司・宮崎あおいシブヤ-ベルリン1万キロの旅
- ZERO MINUTE
  - 月曜担当（2011年7月 - 2012年3月・2012年10月 - 2016年3月）
  - 金曜担当（2012年4月 - 9月）
  - 火曜担当（2016年4月 - 2017年3月）
- メレンゲの気持ち
- バゲット
  - 木曜隔週レギュラー（2018年10月11日 - 2021年3月25日）
  - 木曜隔週中継レギュラー（2021年4月1日 - 2023年3月30日）
  - 平松修造の代理MC（2021年9月30日）
- NNNニュースサンデー（2022年4月10日 - ）※2023年9月10日からはメガネ着用の上で出演となった。
- INIの推しごとです!（2022年10月22日 - 12月17日、進行）
- DayDay.
  - 月曜ナレーター（2023年4月3日 - ）
  - 澁谷善ヘイゼルの代理（2024年7月12日）
- Oha!4 NEWS LIVE - キャスター
  - 金曜担当（2023年4月7日 - 2024年9月27日）
  - 大町怜央の代理（2023年9月26日・11月15日）
  - 中野謙吾の代理（2023年10月3日・10日・24日、2024年6月18日）
  - 弘竜太郎の代理（2024年1月15日・7月15日）
  - 月曜担当（2024年9月30日 - ）
- RUN!RUN!RAMPAGE X（2023年10月 - 、進行）
- ヒルナンデス!（2024年4月11日）- 伊藤遼（ニュースコーナー）の代理
- ズームイン!!サタデー（2024年4月13日）- 伊藤遼の代理

### テレビドラマ
- 天才バカボン2（2017年1月6日）- フィギュアスケート実況

### 劇場アニメ
- それいけ!アンパンマン　ロボリィとぽかぽかプレゼント（巨大空中モニター・アナウンスの声）

### ラジオ番組
- 日テレアナ・ザ・ワールド！（ラジオ日本、プロデューサー兼）

## 同期のアナウンサー
- 柴田倫世（ - 2004年12月）
- 延友陽子（ - 2020年9月30日）
- 町田浩徳